# Sistema de Notação de Hamburgo
Sistema de Notação de Hamburgo, ou simplesmente HamNoSys, é uma transcrição fonética das línguas de sinais desenvolvida em 1985 por estudantes de Linguística da Universidade de Hamburgo na Alemanha. Esse sistema está em sua quarta revisão e aproxima os níveis de análise gramatical das línguas de sinais.